# Hans Fleischer (Politiker)
Hans Fleischer (* 7. Juli 1906 in Pillau; † 1. März 1984 in Oldenburg) war ein deutscher Politiker (SPD). Von 1956 bis 1961 und 1964 bis 1981 war er Oberbürgermeister der Stadt Oldenburg.

## Leben
Fleischer besuchte die Mittelschule in Königsberg und machte seinen Abschluss im Jahr 1923. Zwischen 1923 und 1926 machte er eine Lehre. Seit Juni 1932 war er mit einem Betrieb für Rohrleitungsbau und sanitäre Anlagen mit ca. 60 Beschäftigten selbständig tätig. Im Jahr 1943 legte er die Meisterprüfung im Installateurhandwerk erfolgreich ab. Im Jahr 1945 wurde er aus Königsberg vertrieben und siedelte in Oldenburg an. Im Jahr 1947 gründete er erneut einen Betrieb für Rohrleitungsbau und sanitäre Anlagen in Oldenburg mit zuletzt ca. 30 Beschäftigten. Fleischer war mehrere Jahre gewählter Vorsitzender des Bundes der vertriebenen Deutschen in Oldenburg und zudem Mitbegründer der Baugenossenschaft der Ostvertriebenen in Oldenburg. Er war acht Jahre lang Vorsitzender des Aufsichtsrats der Baugenossenschaft der Ostvertriebenen (1950–1958).

## Abgeordneter
Fleischer wurde am 15. Dezember 1948 erstmals in den Rat der Stadt Oldenburg gewählt. Hier war er unter anderem im Verwaltungsausschuss, Finanzausschuss, Bauausschuss, Wirtschaftsausschuss, Verkehrsausschuss, Wohnungsausschuss sowie im Flüchtlingsrat.
In der fünften Wahlperiode vom 20. Mai 1963 bis 5. Juni 1967 war Fleischer Mitglied des Niedersächsischen Landtages.
Er war zudem Vorstandsmitglied des Niedersächsischen Städtetages sowie im Bauausschuss ansässig. Ferner war er Mitglied des Deutschen Städtetages im Hauptausschuss.

## Öffentliche Ämter
Fleischer wurde zwei Mal zum Oberbürgermeister Oldenburgs gewählt, er hatte dieses Amt von 1956 bis 1961, dann wieder von 1964 bis 1981 inne. Nach Ende seiner letzten Wahlperiode wurde er vom Stadtrat einstimmig zum Ehren-Oberbürgermeister gewählt. Drei Jahre später starb er.

## Ehrungen
Im Oldenburger Stadtteil Kreyenbrück wurde die Hans-Fleischer-Straße nach ihm benannt.

## Quelle
- Webseite der Stadt Oldenburg
- Barbara Simon: Abgeordnete in Niedersachsen 1946–1994. Biographisches Handbuch. Hrsg. vom Präsidenten des Niedersächsischen Landtages. Niedersächsischer Landtag, Hannover 1996, S. 100.

| Personendaten    | Personendaten                  |
| ---------------- | ------------------------------ |
| NAME             | Fleischer, Hans                |
| KURZBESCHREIBUNG | deutscher Politiker (SPD), MdL |
| GEBURTSDATUM     | 7. Juli 1906                   |
| GEBURTSORT       | Pillau                         |
| STERBEDATUM      | 1. März 1984                   |
| STERBEORT        | Oldenburg                      |